# ستيوارت بايل
ستيوارت بايل (بالإنجليزية: Stuart Bale)‏ مواليد 21 يناير 1964 في لندن، هو لاعب كرة مضرب إنجليزي سابق وكان يلعب باليد اليسرى. أعلى تصنيف له في الفردي كان المركز الـ 202 في سنة 1985. أعلى تصنيف له في الزوجي كان المركز الـ 256 في سنة 1984. سبق أن شارك في دورة الألعاب الأولمبية الصيفية.

## روابط خارجية
- ستيوارت بايل على موقع رابطة محترفي التنس (الإنجليزية)
- ستيوارت بايل على موقع الاتحاد الدولي لكرة المضرب (الإنجليزية)
- ستيوارت بايل على موقع خلاصة التنس.كوم (الإنجليزية)
- ستيوارت بايل على موقع أوليمبيديا (الإنجليزية)